# Moordenaar des konings
Moordenaar des konings (Engelse titel: Royal Assassin) is het tweede boek uit De boeken van de Zieners trilogie die geschreven wordt door Robin Hobb.

## Samenvatting van het boek
Nadat FitzChevalric Ziener zijn eerste opdracht voor koning Vlijm heeft afgerond met bijna fatale gevolgen blijft hij nog enige tijd in Bergrijk. De rest van het gezelschap vertrekt al richting Hertenhorst. Als hij voldoende hersteld is vertrekt hij ook, mede door het gemis van zijn geliefde Mollie, richting Hertenhorst. Na een lange reis komt hij samen met Manus en Burrich aan in de Hertenhorst.
Na zijn terugkeer in Hertenhorst wordt hij opnieuw blootgesteld aan dodelijke intriges van de koninklijke familie. Hij wordt, met name door Regaal, gezien als ongewenste indringer. Ook Galens Coterie, bestaande uit Serene, Justin, Will, Carrod en Burl, zit voortdurend achter Fitz aan door middel van het vermogen. Het ergste van dit is dat de coterie achter Fitz zijn geheimen kan komen. Mollie, de Wijsheid en zijn wolf Nachtogen zijn allemaal indirect in gevaar.
De kroonprins Veritas besluit op een zoektocht te gaan naar de Ouderlingen om hun te vragen te helpen bij het verslaan van de Rode Kapers die de kustgebieden van het hertogdom teisteren met het ontzielen van mensen. Als Veritas weg is komt het plan van Regaal in werking. Hij is van plan om Koning te worden. Hiervoor moeten Koning Vlijm, Veritas en het ongeboren kind van Veritas dood zijn.